# Hippotion exclamationis
Hippotion exclamationis är en fjärilsart som beskrevs av Fawcett 1915. Hippotion exclamationis ingår i släktet Hippotion och familjen svärmare. Inga underarter finns listade i Catalogue of Life.